# Telchac Pueblo
Telchac Pueblo là một đô thị thuộc bang Yucatán, México. Năm 2005, dân số của đô thị này là 3404 người.